# Джанлука Лападула
Джанлука Лападула (італ. Gianluca Lapadula, нар. 7 лютого 1990, Турин) — італійський і перуанський футболіст, нападник клубу «Кальярі» та національної збірної Перу.

## Клубна кар'єра
Народився 7 лютого 1990 року в Турині. Вихованець юнацьких команд низки італійський футбольних клубів, включаючи «Ювентус».
У дорослому футболі дебютував 2007 року виступами за команду «Про Верчеллі», в якій провів один сезон, взявши участь у 4 матчах на рівні Серії C2.
Сезон 2008/09 провів у складі «Івреа», після чого був запрошений до лав вищолігової «Парми». У новому клубі юного нападника розглядали як гравця на перспективу, і за рік його було відправлено в оренду до римського «Атлетіко». Загалом Лападула так і не пробився до основного складу «Парми», натомість протягом першої половини 2010-х мандрував по орендах, встигнувши пограти як за низку італійських нижчолігових команд, так і за словенську «Горицю», у складі якої ставав володарем Кубка країни 2013/14.
2015 року на правах повноцінного контракту став гравцем друголігової «Пескара», у складі якої провів проривний для своєї кар'єри сезон 2015/16, в якому забив 27 голів у 40 матчах першості, ставши із величезним відривом найкращим бомбардиром Серії B (його найближчі переслідувачі Франческо Капуто і Даніеле Кача мали по 17 забитих м'ячів).
Бомбардирські здобутки гравця привернули до нього увагу представників елітного італійського дивізіону, і сезон 2016/17 він розпочинав вже як гравець «Мілана». У складі «россо-нері» Лападула здобув титул володаря Суперкубка Італії, проте на рівні Серії A не зміг продемонструвати високої результативності і після одного сезону залишив Мілан.
У 2017–2021 роках продовжував грати на рівні Серії A, захищаючи кольори «Дженоа», «Лечче» та «Беневенто». За результатами сезону 2020/21 не зумів допомогти останньому зберегти місце в еліті італійського футболу, і протягом сезону 2021/22 захищав його кольори на рівні другого дивізіону. 
2022 року перейшов до також друголігового на той час «Кальярі» і у першому ж сезоні після переходу допоміг команді здобути підвищення в класі до найвищого дивізіону. Сам нападник того сезону відзначився 21-м забитим м'ячем у 36 іграх, удруге у своїй кар'єрі ставши найкращим голеодором Серії B.

## Виступи за збірну
Через родинне походження мав право на рівні збірних грати за Італію і Перу. Восени 2016 року був уперше викликаний до лав національної збірної Італії, проте в офіційних іграх у її складі так і не дебютував.
У подальші роки інтересу з боку тренерського штабу італійської збірної не було, і у жовтні 2020 року гравець прийняв виклик до національної збірної Перу, а вже наступного року дебютував у її складі на офіційному рівні.
У складі збірної був учасником розіграшу Кубка Америки 2021 року у Бразилії та розіграшу Кубка Америки 2024 року у США.
| Дата       | Місто                   | Господарі | Результат               | Гості                    | Турнір                                 | Голи | Примітки  |
| ---------- | ----------------------- | --------- | ----------------------- | ------------------------ | -------------------------------------- | ---- | --------- |
| 13-11-2020 | Сантьяго                | Чилі      | 2 – 0                   | Перу                     | Відбір до ЧС 2022                      | -    | 59'       |
| 17-11-2020 | Ліма                    | Перу      | 0 – 2                   | Аргентина                | Відбір до ЧС 2022                      | -    |           |
| 4-6-2021   | Ліма                    | Перу      | 0 – 3                   | Колумбія                 | Відбір до ЧС 2022                      | -    | 65' 71'   |
| 8-6-2021   | Кіто                    | Еквадор   | 1 – 2                   | Перу                     | Відбір до ЧС 2022                      | -    | 26' 90+2' |
| 18-6-2021  | Ріо-де-Жанейро          | Бразилія  | 4 – 0                   | Перу                     | Копа Америка 2021 - 1-й етап           | -    | 67'       |
| 21-6-2021  | Гоянія                  | Колумбія  | 1 – 2                   | Перу                     | Копа Америка 2021 - 1-й етап           | -    | 83'       |
| 23-6-2021  | Гоянія                  | Еквадор   | 2 – 2                   | Перу                     | Копа Америка 2021 - 1-й етап           | 1    | 78'       |
| 27-6-2021  | Бразилія (місто)        | Венесуела | 0 – 1                   | Перу                     | Копа Америка 2021 - 1-й етап           | -    | 83'       |
| 2-7-2021   | Гоянія                  | Перу      | 3 – 3 (4 – 3 п.п.)      | Парагвай                 | Копа Америка 2021 - чвертьфінал        | 1    |           |
| 5-7-2021   | Ріо-де-Жанейро          | Бразилія  | 1 – 0                   | Перу                     | Копа Америка 2021 - півфінал           | -    |           |
| 9-7-2021   | Бразилія (місто)        | Колумбія  | 3 – 2                   | Перу                     | Копа Америка 2021 - матч за 3-тє місце | 1    |           |
| 6-9-2021   | Ліма                    | Перу      | 1 – 0                   | Венесуела                | Відбір до ЧС 2022                      | -    | 74'       |
| 10-9-2021  | Ресіфі                  | Бразилія  | 2 – 0                   | Перу                     | Відбір до ЧС 2022                      | -    | 73'       |
| 10-10-2021 | Ла-Пас                  | Болівія   | 1 – 0                   | Перу                     | Відбір до ЧС 2022                      | -    | 67'       |
| 14-10-2021 | Буенос-Айрес            | Аргентина | 1 – 0                   | Перу                     | Відбір до ЧС 2022                      | -    | 60'       |
| 12-11-2021 | Ліма                    | Перу      | 3 – 0                   | Болівія                  | Відбір до ЧС 2022                      | 1    | 69'       |
| 16-11-2021 | Каракас                 | Венесуела | 1 – 2                   | Перу                     | Відбір до ЧС 2022                      | 1    | 88'       |
| 28-1-2022  | Барранкілья             | Колумбія  | 0 – 1                   | Перу                     | Відбір до ЧС 2022                      | -    | 84'       |
| 24-3-2022  | Монтевідео              | Уругвай   | 1 – 0                   | Перу                     | Відбір до ЧС 2022                      | -    | 77'       |
| 29-3-2022  | Ліма                    | Перу      | 2 – 0                   | Парагвай                 | Відбір до ЧС 2022                      | 1    | 87'       |
| 5-6-2022   | Курналя-да-Льобрегат    | Перу      | 1 – 0                   | Нова Зеландія            | товариський матч                       | 1    | 75'       |
| 13-6-2022  | Ер-Раян (муніципалітет) | Австралія | 0 – 0 д.ч. (5 – 4 п.п.) | Перу                     | Відбір до ЧС 2022                      | -    |           |
| 25-9-2022  | Пасадена                | Мексика   | 1 – 0                   | Перу                     | товариський матч                       | -    | 69'       |
| 28-9-2022  | Вашингтон               | Сальвадор | 1 – 4                   | Перу                     | товариський матч                       | 1    | 12'       |
| 25-3-2023  | Майнц                   | Німеччина | 2 – 0                   | Перу                     | товариський матч                       | -    | 46'       |
| 28-3-2023  | Мадрид                  | Марокко   | 0 – 0                   | Перу                     | товариський матч                       | -    | 90'       |
| 20-6-2023  | Суйта                   | Японія    | 4 – 1                   | Перу                     | товариський матч                       | -    |           |
| 16-11-2023 | Ла-Пас                  | Болівія   | 2 – 0                   | Перу                     | Відбір до ЧС 2026                      | -    | 56'       |
| 21-11-2023 | Ліма                    | Перу      | 1 – 1                   | Венесуела                | Відбір до ЧС 2026                      | -    |           |
| 22-3-2024  | Ліма                    | Перу      | 2 – 0                   | Нікарагуа                | товариський матч                       | 1    |           |
| 26-3-2024  | Ліма                    | Перу      | 4 – 1                   | Домініканська Республіка | товариський матч                       | -    | 60'       |
| 8-6-2024   | Ліма                    | Перу      | 0 – 0                   | Парагвай                 | товариський матч                       | -    | 90'       |
| 14-6-2024  | Філадельфія             | Сальвадор | 0 – 1                   | Перу                     | товариський матч                       | -    | 82'       |
| 21-6-2024  | Арлінгтон               | Перу      | 0 – 0                   | Чилі                     | Копа Америка 2024 - 1-й етап           | -    |           |
| 26-6-2024  | Канзас-Сіті             | Перу      | 0 – 1                   | Канада                   | Копа Америка 2024 - 1-й етап           | -    | 70'       |
| 30-6-2024  | Маямі-Гарденс           | Аргентина | 2 – 0                   | Перу                     | Копа Америка 2024 - 1-й етап           | -    | 56'       |
| 6-9-2024   | Ліма                    | Перу      | 1 – 1                   | Колумбія                 | Відбір до ЧС 2026                      | -    | 81'       |
| 10-9-2024  | Кіто                    | Еквадор   | 1 – 0                   | Перу                     | Відбір до ЧС 2026                      | -    |           |
| Усього     |                         | Матчів    | 38                      |                          | Голів                                  | 9    |           |

## Титули і досягнення

### Командні
- Володар Кубка Словенії (1):

«Гориця»: 2013-2014
- Володар Суперкубка Італії з футболу (1):

«Мілан»: 2016

### Особисті
- Найкращий бомбардир Серії B (2):

2015/16 (27 голів), 2022/23 (21 гол)